# Fritz Stelzer
Fritz Stelzer (Pseudonym: Pauli; * 29. Juni 1905; † 18. Juli 1968) war ein deutscher Grafiker und Buchillustrator.

## Leben
Stelzer studierte an der Württembergischen Staatlichen Kunstgewerbeschule in Stuttgart bei F. H. Ernst Schneidler. Zu seinen Kommilitonen gehörten unter anderem HAP Grieshaber, Eberhard Koebel und Erich Mönch. Gemeinsam mit Koebel gründete er 1928 ein graphisches Atelier in Stuttgart, in dem auch die ersten Entwürfe zum Zelttyp Kohte entstanden.
Nach der Gründung der Deutschen Jungenschaft vom 1. November 1929 wurde Stelzer ein maßgeblicher Gestalter des jungenschaftlichen Schriftguts, wobei sein Stil durch die Mitarbeit in den Zeitschriften der eisbrecher und Das Lagerfeuer auch in andere Jugendbünde ausstrahlte. Nach dem Verbot der freien Jugendverbände 1933/34 arbeitete Stelzer vorwiegend für das katholische Jugendschriftgut, so für die Jugendzeitschrift Die Wacht und den Herder-Verlag. Im August 1937 entwarf Stelzer ein Briefkopfemblem für Hans Scholl.

## Illustrierte Werke (Auswahl)
- Ludwig Renn: Russlandfahrten. Lasso-Verlag, Berlin 1932. (mit Eberhard Koebel)
- Lieder der Eisbrechermannschaft. Günther Wolff, Plauen im Vogtland 1933.
- Arno Kansen: Die Leonenrotte und andere Schuljungengeschichten. Günther Wolff, Plauen im Vogtland 1933.
- Eberhard Koebel: Soldatenchöre der Eisbrechermannschaft. Günther Wolff, Plauen im Vogtland 1934.
- Johannes Maaßen (Hrsg.): Bis an die Sterne. Ein Lebensbuch für junge Menschen. Herder, Freiburg im Breisgau 1935.
- Maximilian Bayer: Die Helden der Naukluft. Voggenreiter, Potsdam 1936 (4. Auflage).
- Hermann Pakull: Frithjof und Ingeborg. Heldisches Leben aus der nordischen Sagenwelt. Günther Wolff, Plauen im Vogtland 1937.
- Mathias Ludwig Schroeder: Die vom Sonnendeck. Herder, Freiburg im Breisgau 1937.
- Mathias Ludwig Schroeder: Der lachende Hammer. Eulenspiegeleien, die nicht erfunden sind. Herder, Freiburg im Breisgau 1937.
- Hubert Göbels: Das kunterbunte Geschichtenbuch. Für frohe kleine Leute. Herder, Freiburg im Breisgau 1938.
- Georg Thurmair: Das ewige Reich. Jugendhaus Düsseldorf, Düsseldorf 1938.
- Hans Hilger: Kleine Lehre von Gottes großer Welt.  Herder, Freiburg im Breisgau 1939.
- Klaus Franken: Speerflug. Ein Buch der Jungen. Vestische Druckerei, Recklinghausen ohne Jahr [1939].
- Jack London: Das Wunder der Liebe. Vita-Nuova-Verlag, Tübingen 1946.
- Brüder Grimm: Das tapfere Schneiderlein. Paulinus-Verlag, Trier 1948.
- Curt Letsche: Kleines Tagebuch der Liebe. Vita-Nuova-Verlag, Tübingen ohne Jahr [1948].
- Werner Helwig: tusk. Gesammelte Schriften und Dichtungen. Südmarkverlag Fritsch, Heidenheim an der Brenz 1962.